# گیل شارون
گیل شارون (به انگلیسی: Gil Sharone؛ زادهٔ ۲ ژوئن ۱۹۷۸) طبل‌زن و از اعضای گروه موسیقی مریلین منسون است.